# Тим Рот
Тимоти Сајмон Рoт (енгл. Timothy Simon Roth, рођен 14. маја 1961. у Лондону, Енглеска) енглески је филмски и телевизијски глумац. Рoт је сарађивао са Квентином Тарантином на неколико филмова, као што су Улични пси (1992), Петпарачке приче (1994), Четири собе (1995) и Подлих осам (2015).
За улогу Арчибалда Канингама у филму Роб Рој из 1995. добио је награду БАФТА за најбољег глумца у споредној улози и номинован за награде Оскар и Златни глобус за најбољег глумца у споредној улози.

## Биографија
Тимоти Симон Смит (у каснијим годинама отац је променио презиме у данашње Рот) рођен је 14. маја 1961. године у Лондону, Енглеска као син учитељице и пејзажне сликарке Ан и оца Ернија, новинара. Одрастао је Дуличу (енгл. Dulwich), округу средње класе у јужном делу Лондона. У раним годинама показивао је таленат у имитирању разних акцената. Похађао је Камбервил колеџ уметности (енгл. Camberwell Art College) на одсеку скулптуре, али је касније напустио студије и почео да се бави глумом.
У годинама које су уследиле добијао је мање, незапажене улоге углавном у телевизијским филмовима. Након пресељења у Лос Анђелес, запажа га млади редитељ Квентин Тарантино. Одмах добија улогу у филму Улични пси, што је направило прекретницу у његовој каријери. Од тада постаје један од омиљених глумаца Квентин Тарантина. Наставља да остварује успешне роле у следећим Тарантиновим филмовима, а 1995. године номинован је за споредну улогу у филму Роб Рој. Његову глуму карактерише велики број разноврсних улога - од окорелих криминалаца до комичних ликова, а у филму Вуди Алена је и запевао.
Од 1993. године у браку је са Ники Батлер (енгл. Nikki Butler) и са њом има двоје деце - синове Батлера и Тимотија. Такође има сина Џека из везе са Лори Бејкер (енгл. Lori Baker).

## Филмографија
| Улоге Тим Рот |                                     |                         |                                |                            |
| Година        | Српски назив                        | Изворни назив           | Улога                          | Напомена                   |
| 1982.         |                                     |                         | скинхед Тревор                 | ТВ                         |
| 1982.         |                                     |                         | СКолин                         | ТВ                         |
| 1984.         |                                     |                         | Мајрон                         |                            |
| 1985.         |                                     |                         | Едгар Лосон                    | ТВ                         |
| 1985.         |                                     |                         |                                |                            |
| 1988.         |                                     |                         | Харолд                         |                            |
| 1988.         |                                     | Филикс                  |                                |                            |
| 1988.         |                                     |                         |                                |                            |
| 1989.         |                                     |                         | Мичел                          |                            |
| 1990.         |                                     |                         | Винсент Ван Гог                |                            |
| 1990.         |                                     | Антон                   |                                |                            |
| 1990.         | Розенкранц и Гилденстерн су мртви   |                         | Гилденстерн                    |                            |
| 1991.         |                                     | Backsliding             | Том Витон                      |                            |
| 1992.         | Улични пси                          |                         | господин Оранџ/Фреди Невандајк |                            |
| 1992.         |                                     | Мени                    |                                |                            |
| 1993.         |                                     |                         | Ник                            |                            |
| 1993.         |                                     | Милан                   |                                |                            |
| 1993.         |                                     |                         | Чарлс Старкведер               | ТВ                         |
| 1994.         |                                     |                         | Марлоу                         | ТВ                         |
| 1994.         |                                     | Филип Чејни             |                                |                            |
| 1994.         | Мала Одеса                          |                         | Џошуа Шапира                   |                            |
| 1994.         | Петпарачке приче                    |                         | Ринго                          |                            |
| 1995.         | Роб Рој                             |                         | Арчибалд Канингам              |                            |
| 1995.         | Четири собе                         |                         |                                |                            |
| 1996.         |                                     |                         | Џои                            |                            |
| 1996.         | Свако каже волим те                 |                         | Чарлс Фери                     |                            |
| 1996.         |                                     | Мајродемон/Мајрон       |                                |                            |
| 1997.         |                                     |                         | Александер „Стреч“ Роланд      |                            |
| 1997.         | Гангстер                            |                         | Дач Шулц                       |                            |
| 1997.         |                                     | Џејмс Волтер Вејланд    |                                |                            |
| 1997.         |                                     | Хенри                   |                                |                            |
| 1998.         | Легенда о пијанисти на океану       |                         | Дени Будман Т. Д. Лемон 1900   |                            |
| 2000.         |                                     |                         | Изи Голдкис                    |                            |
| 2000.         |                                     |                         |                                |                            |
| 2000.         |                                     | Џиг                     |                                |                            |
| 2001.         | Планета мајмуна                     |                         | Тејд                           |                            |
| 2001.         |                                     | алијас Ерик Јан Ханусен |                                |                            |
| 2001.         | Мускетар                            |                         | Фебр, Човек у црном            |                            |
| 2002.         |                                     |                         | Џон Харет/Френк Двајер         |                            |
| 2003.         |                                     |                         | Џо                             |                            |
| 2003.         | Убити краља                         |                         | Оливер Кромвел                 |                            |
| 2004.         |                                     |                         | Вилијам Пит                    |                            |
| 2004.         |                                     |                         |                                |                            |
| 2004.         |                                     | With It                 | „Чикен Луи“ Фарнатели          |                            |
| 2004.         |                                     | Мич Пејн                |                                |                            |
| 2005.         |                                     |                         | Сатер                          |                            |
| 2005.         |                                     | Џеф Плацер              |                                |                            |
| 2006.         |                                     |                         | Ник Фрејзер                    | ТВ                         |
| 2007.         |                                     |                         | Виктор                         |                            |
| 2007.         | Младост без младости                |                         | Доминк                         |                            |
| 2007.         |                                     | Гербино                 |                                |                            |
| 2008.         |                                     |                         | Џорџ                           |                            |
| 2008.         | Невероватни Халк                    |                         | Емил Блонски / Абоминејшон     |                            |
| 2009.         |                                     |                         | краљ Педро II од Арагона       |                            |
| 2009.         |                                     |                         | др Кал Лајтман                 | ТВ серија                  |
| 2009.         |                                     | Скелиг                  |                                |                            |
| 2010.         |                                     |                         | Дет Ларсен                     | ТВ мини-серија (2 епизоде) |
| 2010.         |                                     | Пит Смолс               |                                |                            |
| 2015.         | Подлих осам                         |                         | Освалдо Мобреј                 |                            |
| 2019.         | Било једном у Холивуду              |                         | Рејмонд                        | избрисана сцена            |
| 2021.         | Шенг-Чи и легенда о десет прстенова |                         | Емил Блонски / Абоминејшон     |                            |
| 2022.         | Жена-Хулк: Адвокат                  |                         | Емил Блонски / Абоминејшон     | ТВ серија                  |